# Robert Zahn (Konstrukteur)

Robert Zahn

Robert Zahn (* 23. März 1861 in Münchberg; † 21. Januar 1914 in Leipzig) war ein deutscher Maschinenbauingenieur und Manager in der Maschinenbauindustrie. Zahn begann mit der Konstruktion von Stickmaschinen. Als späterer Direktor der Vogtländischen Maschinenfabrik (VOMAG) in Plauen hatte er wesentlichen Anteil an der technischen Vervollkommnung der hergestellten Maschinen, unter seiner Leitung stieg das Unternehmen zu einem der führenden Maschinenbau-Unternehmen Deutschlands auf.

## Leben
Zahn war ein Sohn von Christian Karl Zahn und dessen Ehefrau Johanna Louise Zahn geb. Jahreis. Er besuchte die Schule in Münchberg, später die Gewerbeschule in Hof (Saale). Ein 1876 begonnenes Studium am Technikum Mittweida schloss er nicht ab. 1882 fand er eine Anstellung als Techniker bei der Sächsischen Stickmaschinenfabrik in Kappel bei Chemnitz. Hier erwarb er sich grundlegende Kenntnisse im Maschinenbau. Jedoch sah er bei der Wirk- und Stickmaschinenfabrik Hilscher bessere Aufstiegsmöglichkeiten, so wechselte er 1894 dorthin. Gemeinsam mit Max Hilscher meldete er 1895 seine ersten beiden Patente an. Im darauf folgenden Jahr ging er nach Plauen zur Vogtländischen Maschinenfabrik (VOMAG). Nach einem dreijährigen Aufenthalt in der damals weltgrößten Maschinenstickerei Feldmühle AG in Rorschach in der Schweiz kehrte er 1900 nach Plauen zurück. Die VOMAG gewährte dem begabten Konstrukteur die kreativen Freiheiten, die seine erfolgreiche Karriere begünstigen sollten. Im Jahr 1904 – Zahn war bereits 2. Direktor der VOMAG – wurde er vom Aufsichtsrat als Alleinvorstand bestellt. Von seinen zahlreichen Geschäftsreisen brachte er nicht nur neue Aufträge, sondern vor allem Anregungen zur Verbesserungen der VOMAG-Maschinen mit. Unter seiner Leitung baute das Unternehmen die Sparten Stickmaschinen und Rotationsdruckmaschinen weiter aus.
In erster Ehe war Zahn mit Luise geb. Seidel verheiratet, die Ehe wurde 1913 geschieden. Im Dezember heiratete er seine langjährige Freundin Paula Grabner. Aus beiden Ehen stammten die Kinder Hans, Friedrich, Walther und Erna. Am 21. Januar 1914 starb Zahn völlig unerwartet an den Folgen einer Darmoperation in einem Leipziger Krankenhaus. Die Beisetzung fand auf dem Leipziger Südfriedhof statt.

## Leistungen

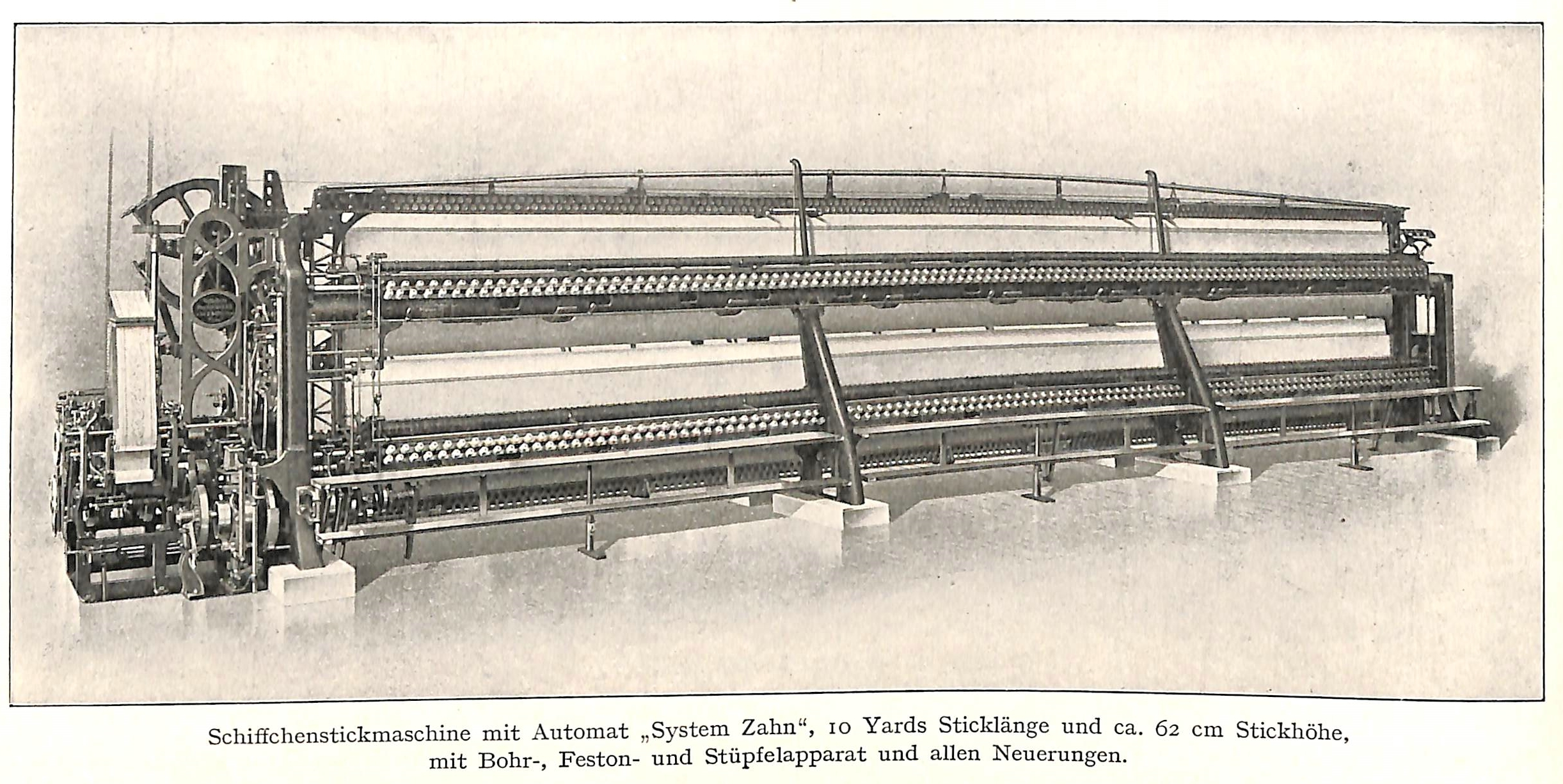
Schiffchenstickmaschine mit Automat System Zahn (1913)

Durch seine Tätigkeit als Konstrukteur in der Stickmaschinenfabrik Kappel war Zahn mit der Technik der Schiffchenstickmaschine nach dem System von Isaak Gröbli bestens vertraut. Bei seinem Aufenthalt in der Schweiz hatte er deren Weiterentwicklung zu einem Stickautomaten mit Jaquardeinrichtung kennen gelernt, dessen Steuerung mittels Lochkartenband erfolgte. Der Automat waren von J. Arnold Gröbli, einem Sohn Isaak Gröblis, entwickelt worden. Da Zahn in der Schweiz erfolgreich an der Optimierung des Gröbli-Stickautomaten mitgearbeitet hatte, kam es 1900 zu einem exklusiven Lizenzvertrag mit der Feldmühle AG zur Fertigung von Gröbli-Stickautomaten bei der VOMAG. In der Folge wurden von 1902 bis März 1910 in Plauen Gröbli-Automaten für die Schweiz gefertigt. Dies führte zur Entwicklung eines eigenen Stickautomaten auf der Grundlage der Gröbli-Maschine.
Unter Leitung von Robert Zahn entwickelte ein Konstruktions-Team den Gröbli-Automaten samt einer zugehörigen Punchmaschine in Plauen weiter, so dass ab 1909 von der VOMAG ein selbst entwickelter, technisch ausgereifter Stickautomat ausgeliefert werden konnte. Die Maschine nach dem „System Zahn“ wurde erfolgreich vermarktet, und bis 1912 konnten bereits 2.000 Stickautomaten dieses Typs verkauft werden. Damit wurde das Plauener Unternehmen zum weltweit führenden Hersteller von Stickmaschinen.
Als Ingenieur, Manager und ab 1904 als Direktor der VOMAG hatte Zahn wesentlich Einfluss auf die Ausrichtung des Unternehmens. Unter seiner Leitung wurde der bereits 1899 begonnene Bau von Rotationsdruckmaschinen vervollkommnet. 1908 rüstete die Vomag u. a. die B.Z. am Mittag mit den damals größten und schnellsten Rotationsdruckmaschinen aus. 1912 präsentierte das Unternehmen die weltweit erste Rotationsoffset-Maschine. Darüber hinaus gab es bereits Überlegungen für den Bau von Lastkraftwagen, die jedoch erst 1915 umgesetzt wurden.

## Ehrungen
Münchberg ehrte seinen bedeutenden Sohn 2015 mit einer Informationstafel an seinem Geburtshaus. Die Stadt Plauen benannte eine Straße nach Robert Zahn. Darüber hinaus pflegt die Schaustickerei Plauen das Andenken an Robert Zahn. Hier befindet sich noch ein funktionsfähiger Stickautomat nach dem System Zahn.